# Quercus gulielmitreleasei
Quercus gulielmitreleasei là một loài thực vật có hoa trong họ Cử. Loài này được C.H.Mull. miêu tả khoa học đầu tiên năm 1942.